# Alphonse Daudet
Pour les articles homonymes, voir Daudet.
Alphonse Daudet, né le 13 mai 1840 à Nîmes et mort le 16 décembre 1897 à Paris, est un écrivain et auteur dramatique français notamment connu pour sa pièce de théâtre La Dernière Idole et son livre Lettres de mon moulin qui contient plusieurs histoires courtes connues, comme La Chèvre de monsieur Seguin.
Il est le mari de Julia Rosalie Céleste Allard, et le père de Léon Daudet, Lucien Daudet et Edmée Daudet.

## Biographie

### Enfance
Alphonse Daudet naît à Nîmes le 13 mai 1840, dans une famille catholique et légitimiste. Son père Vincent Daudet (1806-1875), dont les ancêtres sont cévenols, est tisserand et négociant en soieries. Sa mère Adeline est la fille d’Antoine Reynaud, un riche négociant en soie ardéchois,. Il passe la majeure partie de sa petite enfance à quelques kilomètres de Nîmes, dans le village de Bezouce. Puis il suit les cours de l'institution Canivet à Nîmes. Son père ferme sa fabrique, la famille déménage à Lyon en 1849, et Alphonse entre en sixième au lycée Ampère de la ville. La ruine complète de son père en 1855 l'oblige à renoncer à passer son baccalauréat. Il devient alors maître d'étude au collège d'Alès. Cette expérience pénible lui inspirera son premier roman, Le Petit Chose (1868), dans lequel il mêle des faits réels et d'autres inventés, comme la mort de son frère.

### La bohème à Paris
Désirant faire une carrière littéraire, il rejoint son frère Ernest à Paris en novembre 1857. Désargenté, il mène une joyeuse vie de bohème. La fréquentation d'une des dames de l'entourage de l'impératrice Eugénie lui vaut de contracter une affection syphilitique extrêmement grave, avec des complications dont il souffrira toute sa vie, en particulier une ataxie locomotrice qui l'oblige à marcher avec des béquilles. Collaborant à différents journaux (notamment Paris-Journal, L'Universel et Le Figaro), il publie en 1858 un recueil de vers, Les Amoureuses, et entame la même année une liaison avec Marie Rieu, une jeune modèle aux mœurs faciles. Elle devient sa maîtresse officielle et lui inspire le personnage du roman Sapho. Il rencontre l'année suivante l'écrivain Frédéric Mistral, amorçant une grande amitié. La correspondance nourrie qu'entretiennent les deux hommes pendant près de 40 ans ne sera ternie que lorsque Daudet publiera L'Arlésienne (1869) et le roman Numa Roumestan (1881), caricatures du tempérament méridional,.
En 1860, il est engagé comme secrétaire du duc de Morny (1811-1865), demi-frère de Napoléon III et président du Corps législatif. Ce travail de secrétaire lui laisse beaucoup de temps libre qu'il occupe à écrire des contes et des chroniques. Les premiers symptômes de la syphilis apparaissent et son médecin lui conseille de partir pour un climat plus clément. Il voyage ainsi en Algérie, en Corse et en Provence. Le duc meurt subitement en 1865. Cela provoque le tournant décisif de la carrière d'Alphonse qui se consacre entièrement à l'écriture, comme chroniqueur au journal Le Figaro et comme écrivain.

### Le succès
Il connaît son premier succès en 1862-1865 avec la Dernière Idole, pièce de théâtre montée à l'Odéon et écrite en collaboration avec Ernest Manuel (pseudonyme d'Ernest L'Épine).

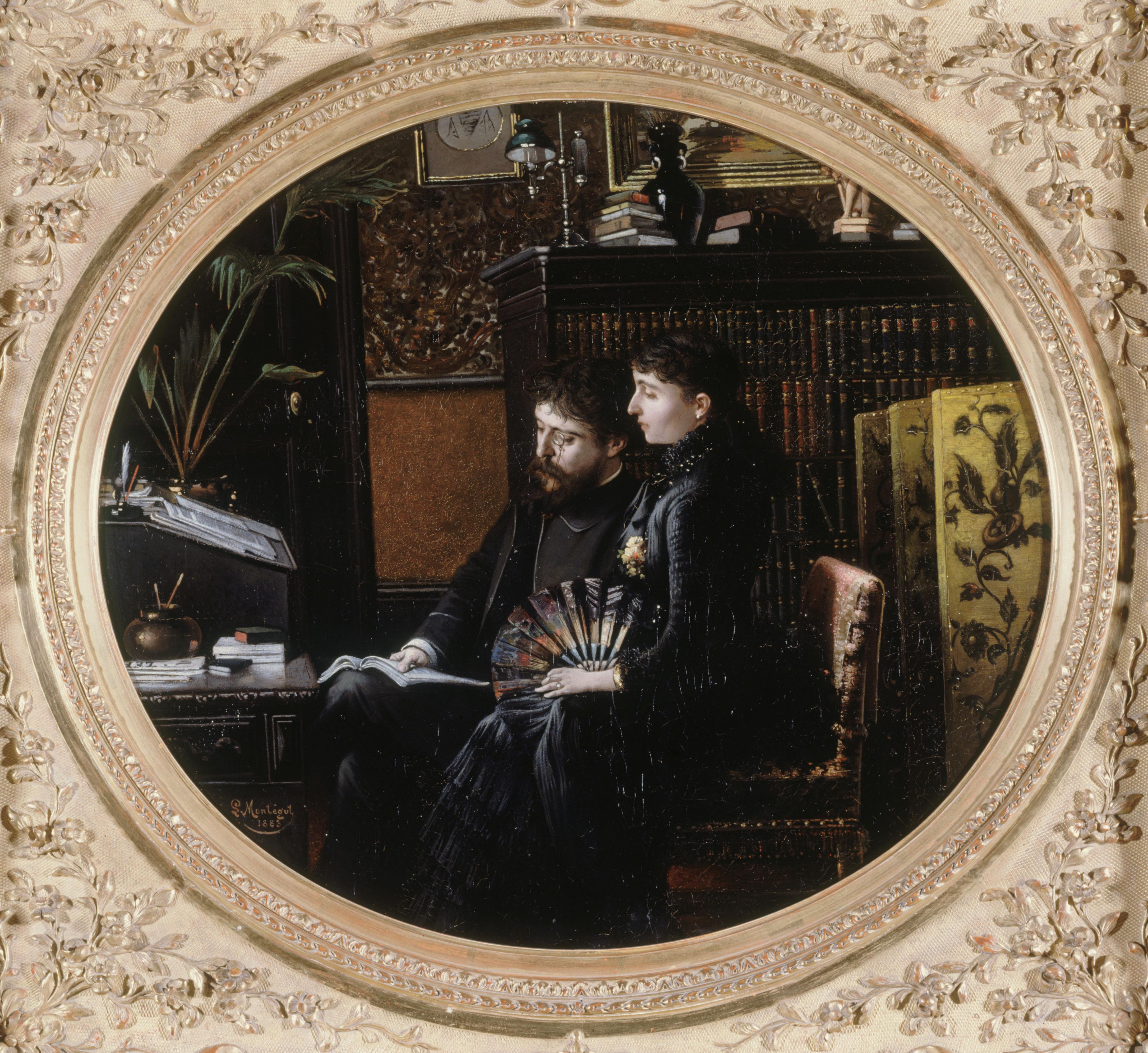
Alphonse Daudet dans son cabinet de travail avec Julia Allard, son épouse (détail) — Louis Montegut (c. 1880), musée Carnavalet.

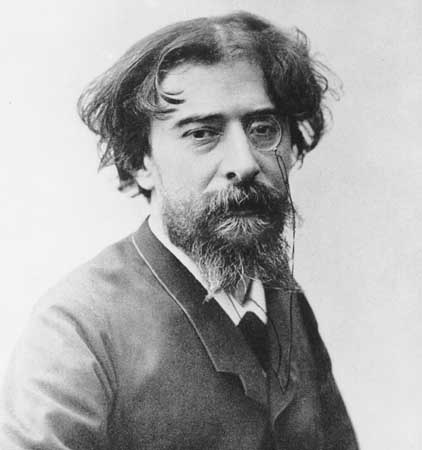
Alphonse Daudet vers 1880. Photographie par Eugène Pirou (1841-1909). Musée Carnavalet, Paris.

Après avoir voyagé en Provence, Daudet débute avec Paul Arène l'écriture des premiers textes des Lettres de mon moulin. Le journal L'Événement les publiera comme feuilleton pendant tout l'été de l'année 1866, sous le titre de Chroniques provençales. Certains des récits des Lettres de mon moulin sont restés parmi les histoires les plus populaires de la littérature française, comme La Chèvre de monsieur Seguin, Les Trois Messes basses ou L'Élixir du révérend père Gaucher. Arène ne fut pas crédité de son travail, mais lui-même écrivit, lorsqu'Octave Mirbeau accusa Daudet de s'être approprié le travail d'un autre, qu'il n'avait apporté que quelques détails de style à la partie co-écrite avec l'auteur principal. 
Le 29 janvier 1867, il épouse la jeune poètesse Julia Allard, rencontrée en 1865. Ensemble ils auront trois enfants : Léon, Lucien et Edmée. Julia devient sa collaboratrice.
Le premier vrai roman d'Alphonse Daudet, Le petit Chose. Histoire d'un enfant., que l'auteur lui-même qualifie de « sorte d'autobiographie » est écrit en 1868. En 1874 Alphonse décide d'écrire des romans de mœurs comme Fromont jeune et Risler aîné (prix de Jouy de l’Académie française), Jack (1876), Le Nabab (1877) — dont François Bravay est le « modèle » —, Les Rois en exil (1879), Numa Roumestan (1881), L'Immortel (1888), etc. Consacrant l'essentiel de son œuvre au roman et au théâtre (il est l'auteur de dix-sept pièces), il ne délaisse pas pour autant son travail de conteur. En 1872, il publie Aventures prodigieuses de Tartarin de Tarascon, dont le personnage est devenu mythique. Contes du lundi (1873), un recueil de contes souvent poignants sur la guerre franco-allemande de 1870, témoigne aussi de son goût pour ce genre et pour les récits merveilleux.
En 1878, Daudet subit les premières atteintes d'une maladie incurable de la moelle épinière, le tabes dorsalis, une complication neurologique de la syphilis. Il continue de publier jusqu'en 1895 et meurt finalement le 16 décembre 1897, au 41 rue de l'Université à Paris, à l'âge de 57 ans. Il est enterré au cimetière du Père-Lachaise (26e division) à Paris.

### Écrivain provençal

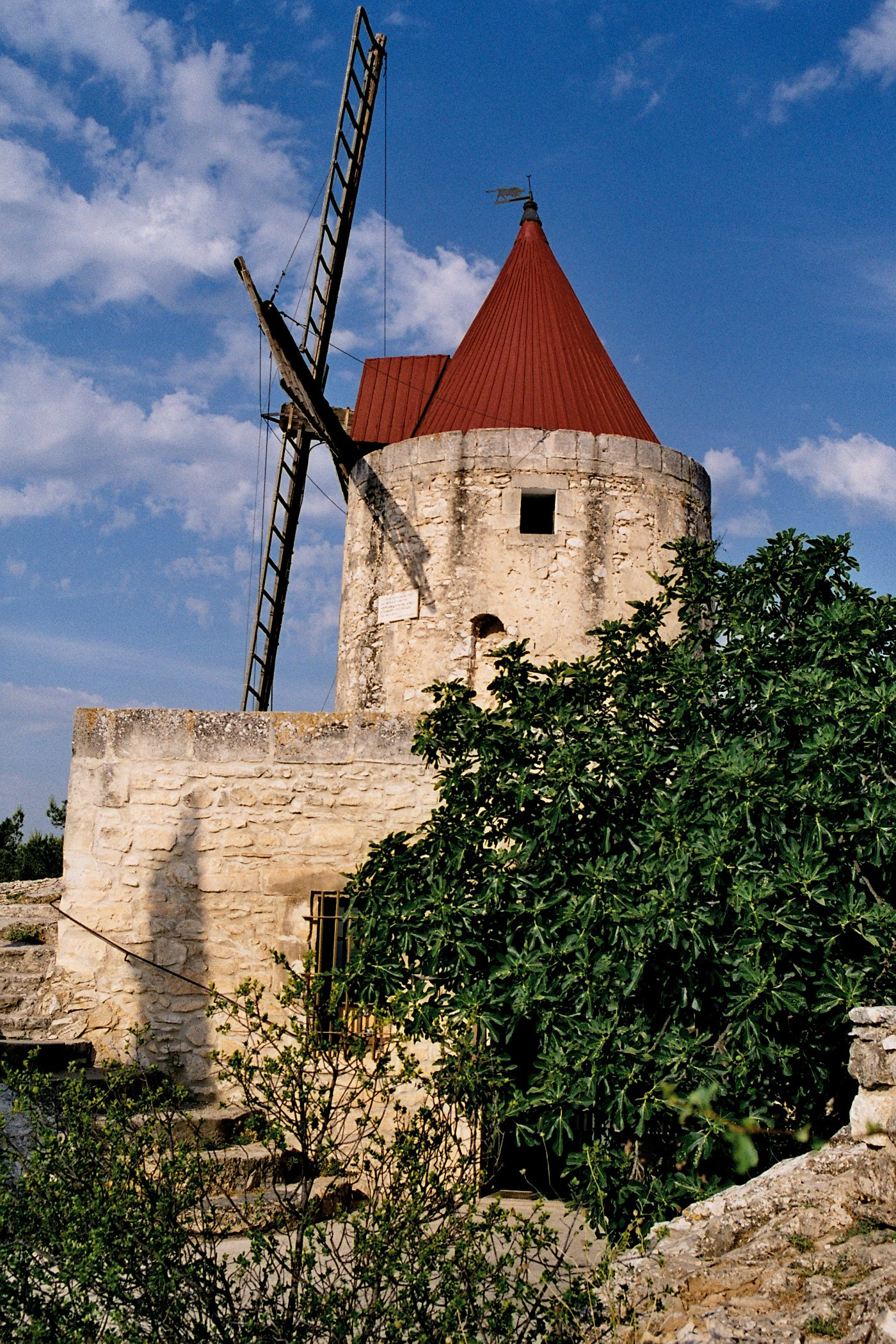
Le moulin dit d'Alphonse Daudet, à Fontvieille, qu'Alphonse Daudet n'a jamais habité.

Alphonse Daudet, présenté souvent comme l'archétype de l'écrivain provençal, a pourtant passé moins d'une année de sa vie à Fontvieille. Il n'a jamais habité le moulin que visitent les touristes, ce qui n'empêche pas les Lettres de mon moulin de témoigner d'une remarquable connaissance de la Provence. De plus, bien des textes popularisés par Daudet ont été écrits en collaboration avec d'autres auteurs, notamment Paul Arène, Léon Allard, Blanchot de Brenas et Julia Daudet son épouse. Malgré tout, certains textes d'Alphonse Daudet tels que La Défense de Tarascon (1871) et Numa Roumestan (1881) sont teintés d'antiméridionalisme.

### Antisémitisme
En 1886, il prête de l'argent à Édouard Drumont, futur fondateur de la Ligue nationale anti-sémitique de France, pour permettre à ce dernier de publier à son compte un violent pamphlet : La France juive. Il est ensuite le témoin de Drumont pendant le duel qui l'oppose à Arthur Meyer, celui-ci ayant été visé nommément dans l'ouvrage de son ami.
Il meurt en pleine affaire Dreyfus, en ayant eu le temps d'afficher des convictions anti-dreyfusardes, malgré sa proximité avec Émile Zola. Celui-ci prononce pourtant son oraison funèbre au cimetière du Père-Lachaise.

## Chronologie
| Année(s)  | Événements |
| --------- | --- |
| 1840      | 13 mai : naissance à Nîmes d'Alphonse Daudet, fils de Vincent Daudet, courtier en soieries, et d'Adeline Reynaud. Alphonse a deux frères aînés : Henri, né en 1832, et Ernest, né en 1837. |
| 1845-1847 | Alphonse Daudet, élève des Frères des écoles chrétiennes. |
| 1849      | La famille Daudet s'installe à Lyon. |
| 1850      | Études secondaires au lycée Ampère. |
| 1855      | Répétiteur au collège d'Alès. |
| 1858      | Daudet arrive à Paris. |
| 1859      | Les Amoureuses. Rencontre avec Frédéric Mistral à Paris. |
| 1860      | Secrétaire du duc de Morny. |
| 1861      | Daudet vit avec Marie Rieu, rue d'Amsterdam. Il tombe gravement malade et part pour le Midi. |
| 1862      | Voyage en Corse. |
| 1865      | Alphonse Daudet écrit les Lettres de mon moulin à Clamart, où il réside avec son ami Paul Arène. |
| 1866      | Douze Lettres de mon moulin paraissent dans L'Événement. |
| 1867      | Mariage avec Julia Allard. |
| 1868      | Le Petit Chose. Premier séjour à Champrosay, hameau de Draveil. |
| 1869      | Publication des Lettres de mon moulin. |
| 1871      | 25 avril : alors que la Commune est proclamée, Daudet quitte Paris pour Champrosay. |
| 1872      | L'Arlésienne, Tartarin de Tarascon. |
| 1873      | Contes du lundi. |
| 1874      | Les femmes d'artistes. |
| 1876      | Jack. |
| 1879      | Il est atteint d'une maladie incurable de la moelle épinière. |
| 1882      | Mort de la mère d'Alphonse Daudet. |
| 1887      | Achat de la maison de Champrosay, où il recevra de nombreux hommes de lettres. Son ami Edmond de Goncourt y mourra en 1896. |
| 1891      | Mariage de Léon Daudet, fils aîné d'Alphonse Daudet et un des futurs meneurs de l'Action française, avec Jeanne Hugo, la petite-fille de Victor Hugo. |
| 1895      | Divorce de Léon et de Jeanne Daudet. Les Daudet se lient avec Marcel Proust. Publication de La Petite Paroisse. |
| 1896      | Mort de Paul Arène, ami de Daudet, âgé de 53 ans. Publication de La Fédor. |
| 1897      | Publication du Trésor d'Arlatan. Dernier déménagement des Daudet, rue de l'Université. En automne, l'affaire Dreyfus éclate. Daudet affiche ses convictions antidreyfusardes. 16 décembre : Daudet meurt brusquement en son domicile parisien (41, rue de l'Université). Il avait 57 ans. Après des obsèques religieuses à Sainte-Clotilde, Émile Zola, au Père-Lachaise, prononce le discours d'usage. Les funérailles nationales, demandées par Georges Clemenceau, sont refusées. |

## Prix et distinctions
- 1875 : Prix de Jouy de l'Académie française pour Fromont jeune et Risler aîné, mœurs parisiennes

## Famille

### Arbre généalogique descendant
- Jacques Vincent Daudet (1806-1875), tisserand et négociant en soieries épouse en 1829 Marie Adélaïde (dite Adeline) Reynaud (1805-1882), originaire d'Auriolles (Ardèche)[16]
  - Henri Daudet (1832-1856)
  - Ernest Daudet (1837-1921), écrivain et journaliste
  - Louis Marie Alphonse Daudet (1840-1897), journaliste, conteur, romancier, dramaturge, épouse en 1867 Julia Allard (1844-1940).
    - Léon Daudet (1867-1942), écrivain, journaliste et homme politique, époux de 1891 à 1895 de Léopoldine Clémence Adèle dite Jeanne Hugo, petite-fille de Victor Hugo, puis en 1903 de Marthe Allard (1878-1960), journaliste à L'Action française sous le pseudonyme de « Pampille »
      - Charles Daudet (1892-1960), bibliothécaire (fils du premier mariage)
      - Dr François Daudet dit François Léon-Daudet (1915-1970), médecin et journaliste français
      - Philippe Daudet (1909-1923)
      - Claire Daudet (1918-1969), épouse du docteur Paul Biardeau (1910-1990)

    - Lucien Daudet (1878-1946), littérateur français
    - Edmée Daudet (1886-1937) (parrain : Edmond de Goncourt) épouse le 10-10-1906, André Germain, écrivain, fils d'Henri Germain (mariage cassé par Rome en 1908)

  - Anna Daudet (1848-1936), épouse le 6 octobre 1874 à Paris XVIIe, l'écrivain Léon Allard (1847-1925), frère de sa belle-sœur Julia

### Membres
Frère

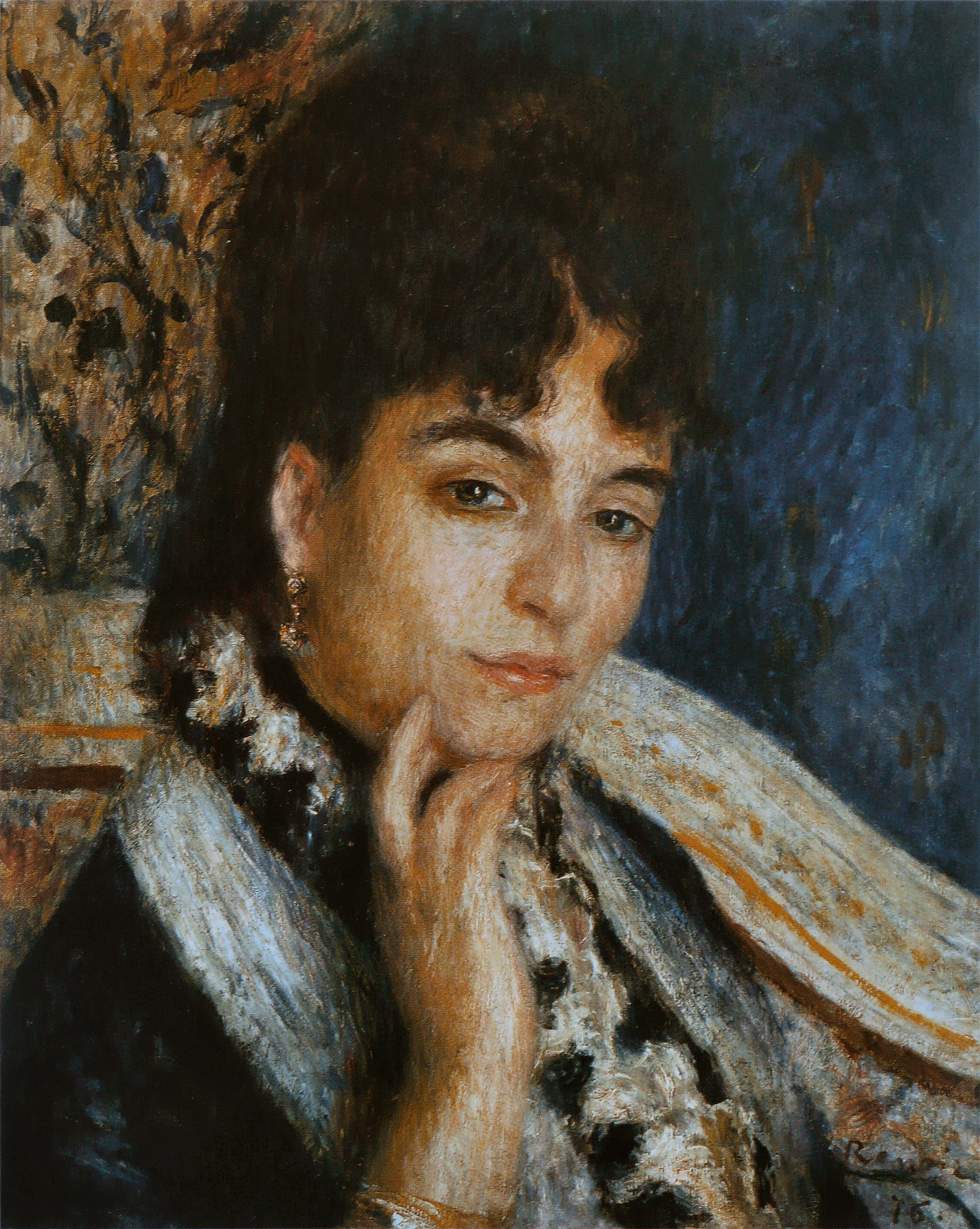
Auguste Renoir: Madame Alphonse Daudet (1876), huile sur toile, 46 × 38 cm, Musée d'Orsay, Paris.

- Ernest Daudet, écrivain et journaliste français, né à Nîmes en 1837, mort aux Petites Dalles en 1921, frère aîné d'Alphonse Daudet.

Épouse
- Julia Daudet (1844-1940), née Allard, Madame Alphonse Daudet, épouse et collaboratrice d'Alphonse Daudet.

Enfants
- Léon Daudet, écrivain, journaliste et homme politique français, né à Paris en 1867, mort à Saint-Rémy-de-Provence en 1942, fils aîné d'Alphonse Daudet, époux en premières noces de Jeanne Hugo (petite-fille de Victor Hugo) et en deuxièmes noces de Marthe Allard (sa cousine) ;
- Lucien Daudet, littérateur français, né à Paris en 1878, mort en 1946, fils cadet d’Alphonse Daudet, époux de Marie-Thérèse Benoit (sœur de Pierre Benoit).
- Edmée Daudet née en 1886, morte le 29 août 1937, filleule d'Edmond de Goncourt, premier mariage avec André Germain, écrivain, second mariage avec Robert Chauvelot, littérateur et conférencier

Petits-enfants
- Charles Daudet (1892-1960), fils de Léon Daudet et de Jeanne Hugo, arrière-petit-fils de Victor Hugo ;
- Dr François Daudet (dit François Léon-Daudet), médecin et journaliste français, fils de Léon Daudet ;
- Philippe Daudet, né en 1909, mort (suicide) en 1923, fils de Léon Daudet.

Belles-filles
- Marthe Daudet, née Allard (1878-1960), épouse (et cousine) de Léon Daudet, journaliste de l'Action française sous le pseudonyme de « Pampille ».
- Marie-Thérèse Daudet née Benoit (1890-1974), épouse de Lucien Daudet, sœur de l'écrivain Pierre Benoit.

## Lieux daudétiens

### Demeures de l’auteur
Daudet, né à Nîmes en 1840, grandit quelques années dans le Gard, puis arrive à Paris après de brefs séjours à Alès et à Lyon.
- Nîmes (domicile familial des Daudet) :
  - Maison Sabran, 24 Grand-cours (de la naissance d'Alphonse Daudet en 1840 jusqu'en 1844-1845).
  - Rue Graverol (à partir de 1844-1845 à 1847)
  - Route d'Avignon (de 1847 à 1848)
  - Rue Séguier (de 1848 à 1849. Vincent Daudet s'est installé à Lyon où sa famille le rejoindra en 1849).
- Lyon : 2 rue de Castries (1849-1857).
- Paris : Daudet passera des quartiers pauvres aux beaux quartiers :
  - 2, rue de Tournon
  - rue Bonaparte
  - rue de l'Ouest
  - rue d'Amsterdam
  - passage des Douze Maisons, dans l’ancienne allée des Veuves (avenue Montaigne)
  - 24, rue Pavée, dans le 4e arrondissement de Paris, dans l'Hôtel d'Angoulême Lamoignon de 1867 à 1876. L'hôtel abrite aujourd'hui la Bibliothèque historique de la ville de Paris
  - 18, place des Vosges
  - 41, rue de l'Université
  - 31, rue de Bellechasse
  - 3, avenue de l'Observatoire, 75006 Paris (domicile d'Alphonse et Julia Daudet de 1880 à 1885).
  - 41, rue de l'Université à Paris (où il meurt en 1897)

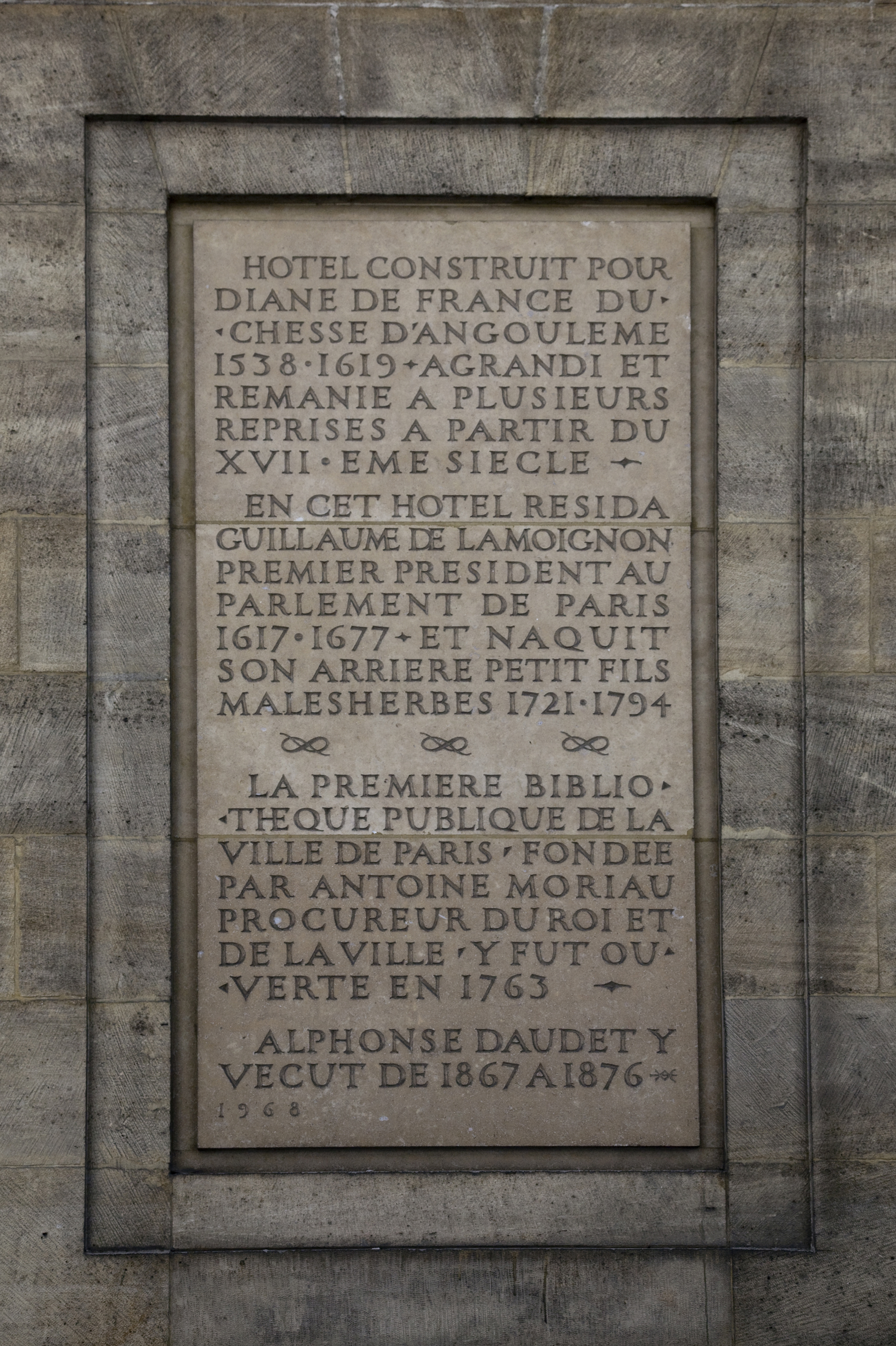
Hôtel d'Angoulême Lamoignon : plaque à l'extérieur de la bibliothèque.
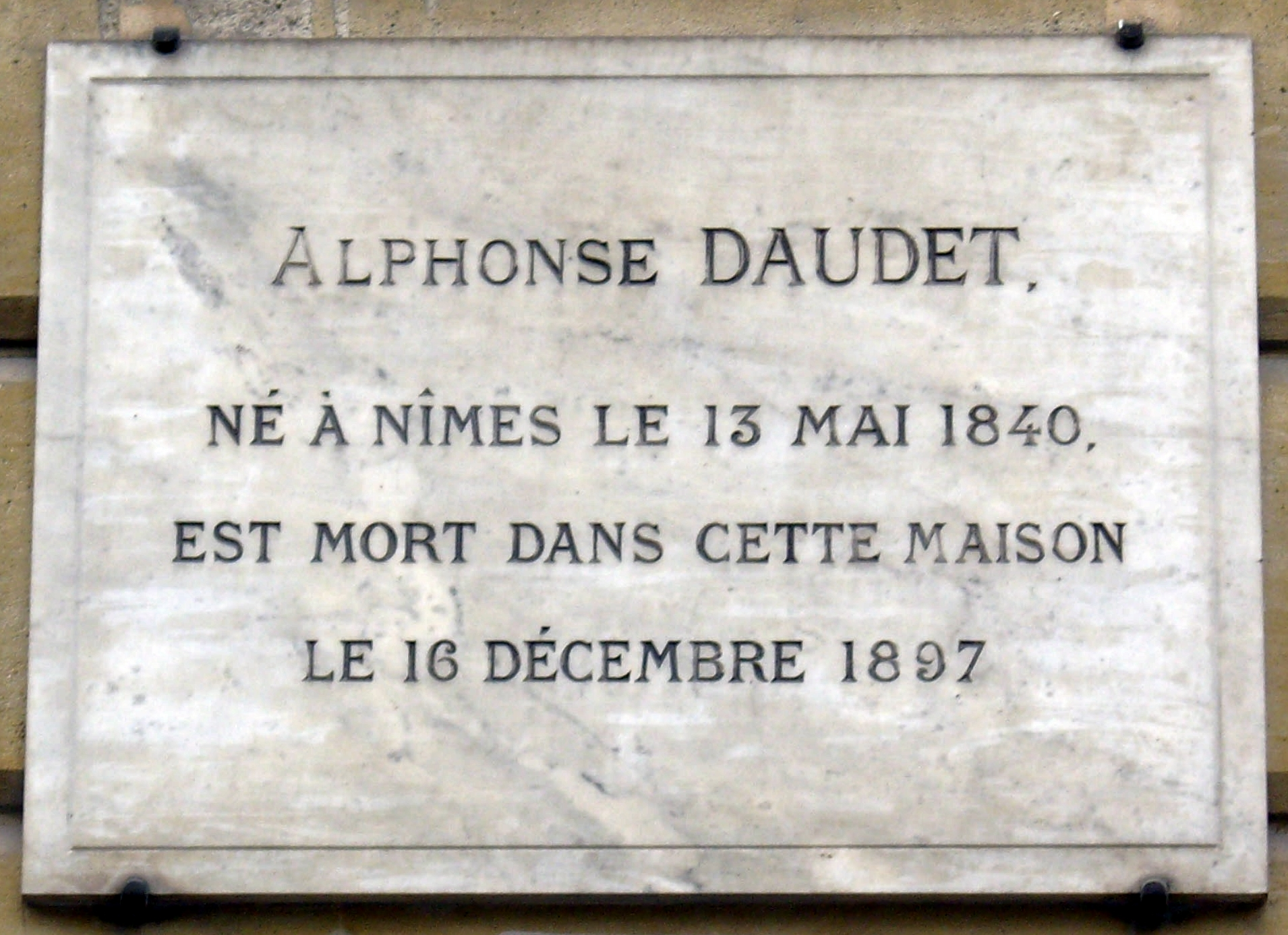
Rue de l'Université : Alphonse Daudet mourut au no 41 le 16 décembre 1897.
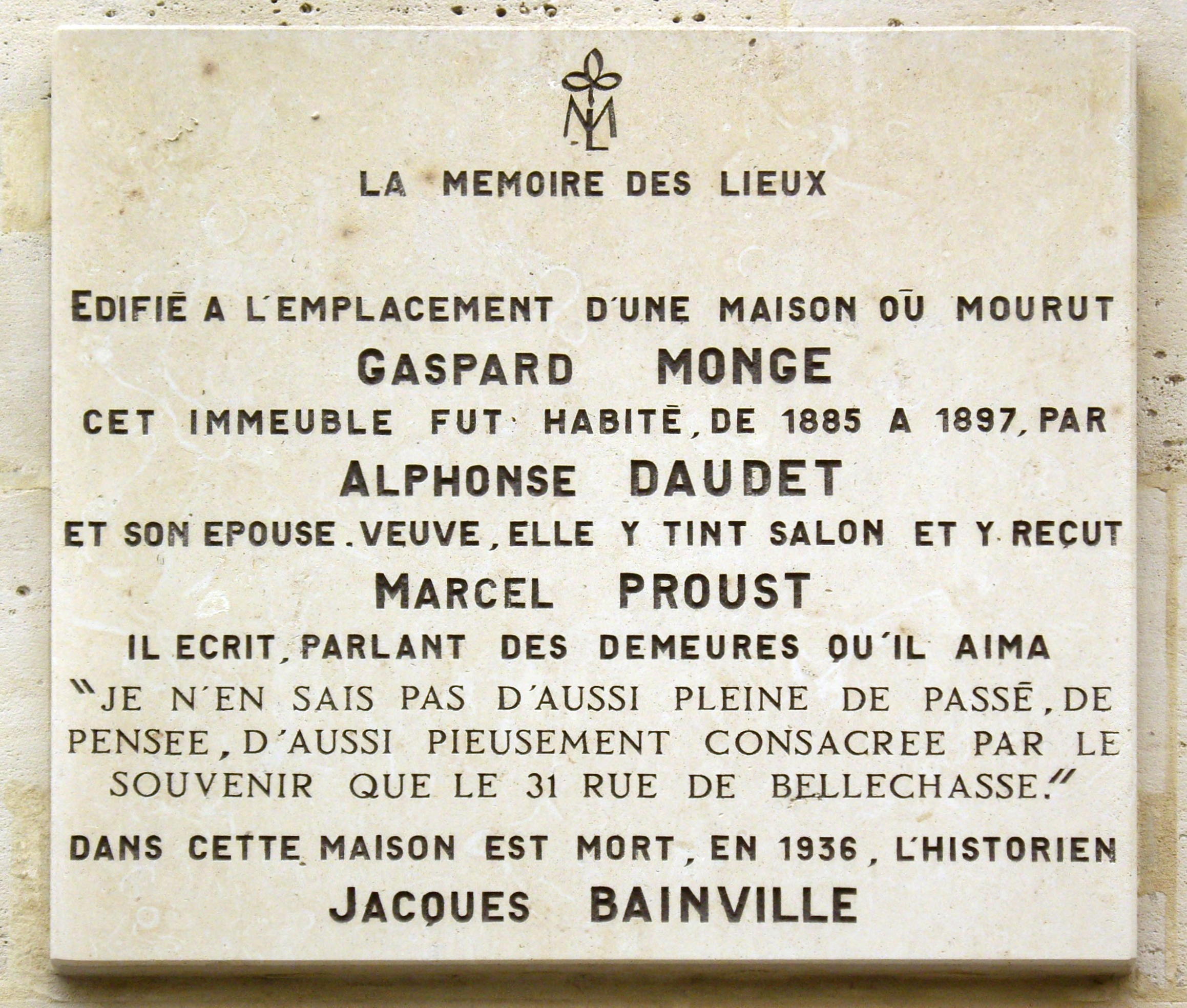
Plaque 31 rue de Bellechasse.

### Lieux de villégiature
- Mas de la Vignasse[17], à Saint-Alban-Auriolles, au sud d'Aubenas : appartenait à la famille de sa mère Adeline Reynaud, Alphonse Daudet y passait ses vacances « Mon oncle avait un grand verger. Et moi, j'avais une cousine ». La maison a été parfaitement conservée, dans l'état où l'auteur l'a connue. Elle a été rachetée en 1936 par Roger Ferlet et aménagée au fil des ans en Musée des traditions Ardéchoises, géré depuis 1990 par la commune. S'y trouvent de nombreux portraits de la famille Daudet, des manuscrits et des textes de sa main en quantité impressionnante (plus de 12 000) et, parmi d'autres souvenirs, le cartable de cuir marqué aux initiales de l'auteur.
- Château de Montauban, à Fontvieille : la famille Ambroy y a reçu Alphonse Daudet à plusieurs reprises. Ce dernier y venait écrire, pour « se reprendre à la nature et se guérir de Paris et de ses fièvres ». Une exposition permanente, Bonjour Monsieur Daudet, évoque l'écrivain et son œuvre.

### Lieux d'inspiration
- Cucugnan : le village, coiffé de son moulin à vent, au sud-est de Carcassonne, doit sa renommée à Alphonse Daudet qui a repris un texte du félibre provençal Roumanille. Le texte de Roumanille était lui-même la traduction en occitan du sermon recueilli dans les Corbières en 1858 par Blanchot de Brenas. Le sermon inspira ensuite au poète de langue d'Oc Achille Mir, célèbre félibre local, une nouvelle version occitane.

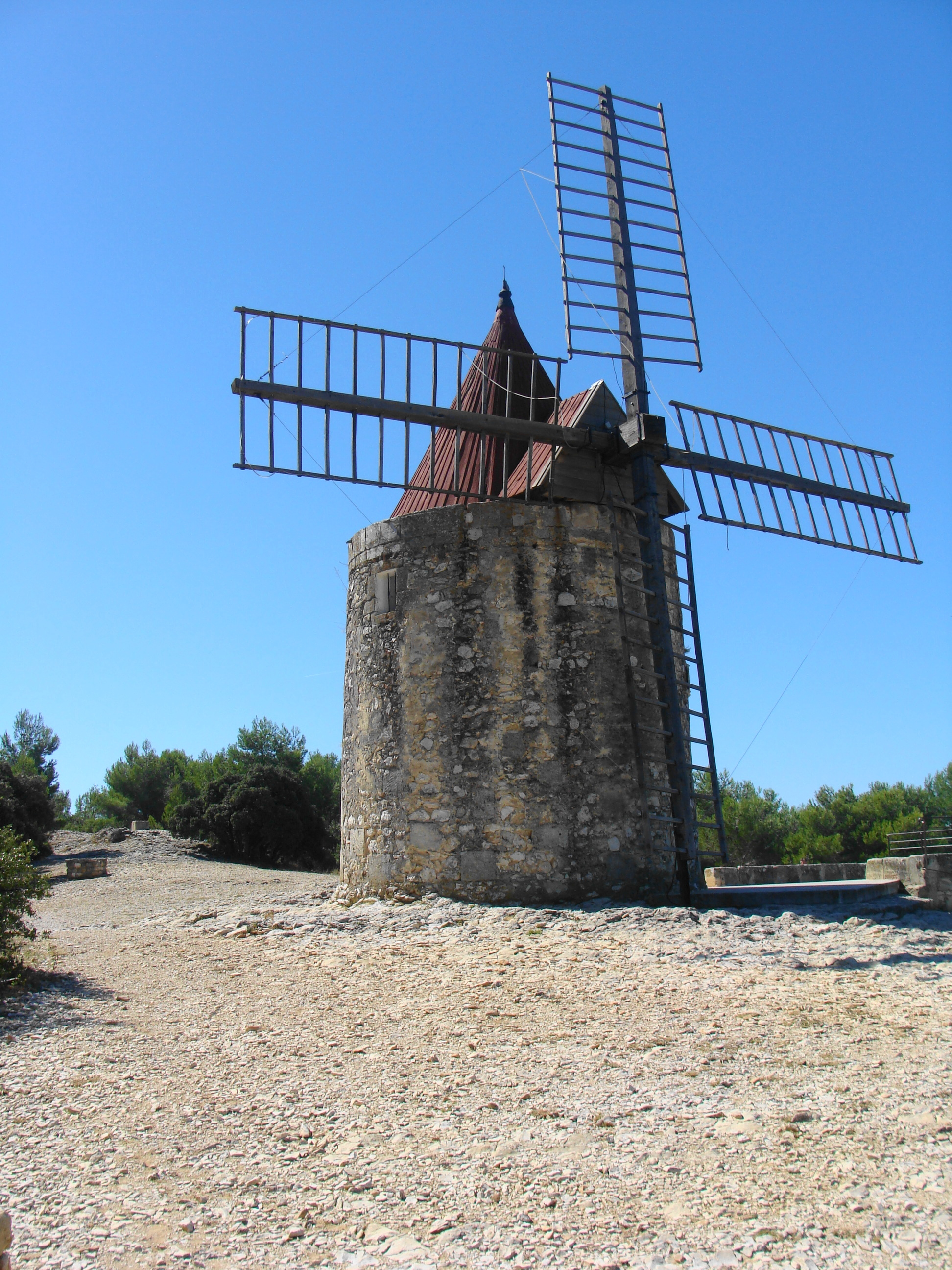
Moulin à vent Alphonse Daudet (Alpilles)

- Le moulin Saint-Pierre (ou Moulin Ribet), dit « Moulin d'Alphonse Daudet », sur une hauteur entourant le village de Fontvieille. Ce moulin, construit en 1814, est l'un des derniers à avoir tourné, jusqu'en 1915. Contrairement à la légende locale, Daudet ne l'a jamais habité, même s'il a écrit à propos de ce bâtiment : « Une ruine ce moulin ; un débris croulant de pierres et de vieilles planches, qu'on n'avait pas mis au vent depuis des années et qui gisait, inutile comme un poète, alors que tout autour sur la côte la meunerie prospérait et virait à toutes ailes. » De 2012 à 2016, l'intérieur du moulin ne peut plus être visité, son propriétaire s'y opposant le temps nécessaire aux travaux de sa remise en état. Dans une salle voûtée située en contrebas se trouve un petit musée en hommage à l'écrivain.
- Maison à Champrosay : ce hameau champêtre de Draveil, en lisière de la forêt de Sénart, sur un coteau dominant la Seine, où Alphonse Daudet résida entre 1868 et 1897 (et où il fit l'acquisition d'une maison en 1887), lui inspira notamment "Jack" (1876) et "La Petite Paroisse" (1895). La propriété de l'écrivain[18] est située juste à côté de la chapelle Sainte-Hélène.

### Sépulture
L’écrivain est inhumé au cimetière du Père-Lachaise à Paris. Sa chapelle se trouve dans la 26e division et son buste, œuvre de Falguière fondue par Thiébaut, en orne l’un des angles.

## Hommages

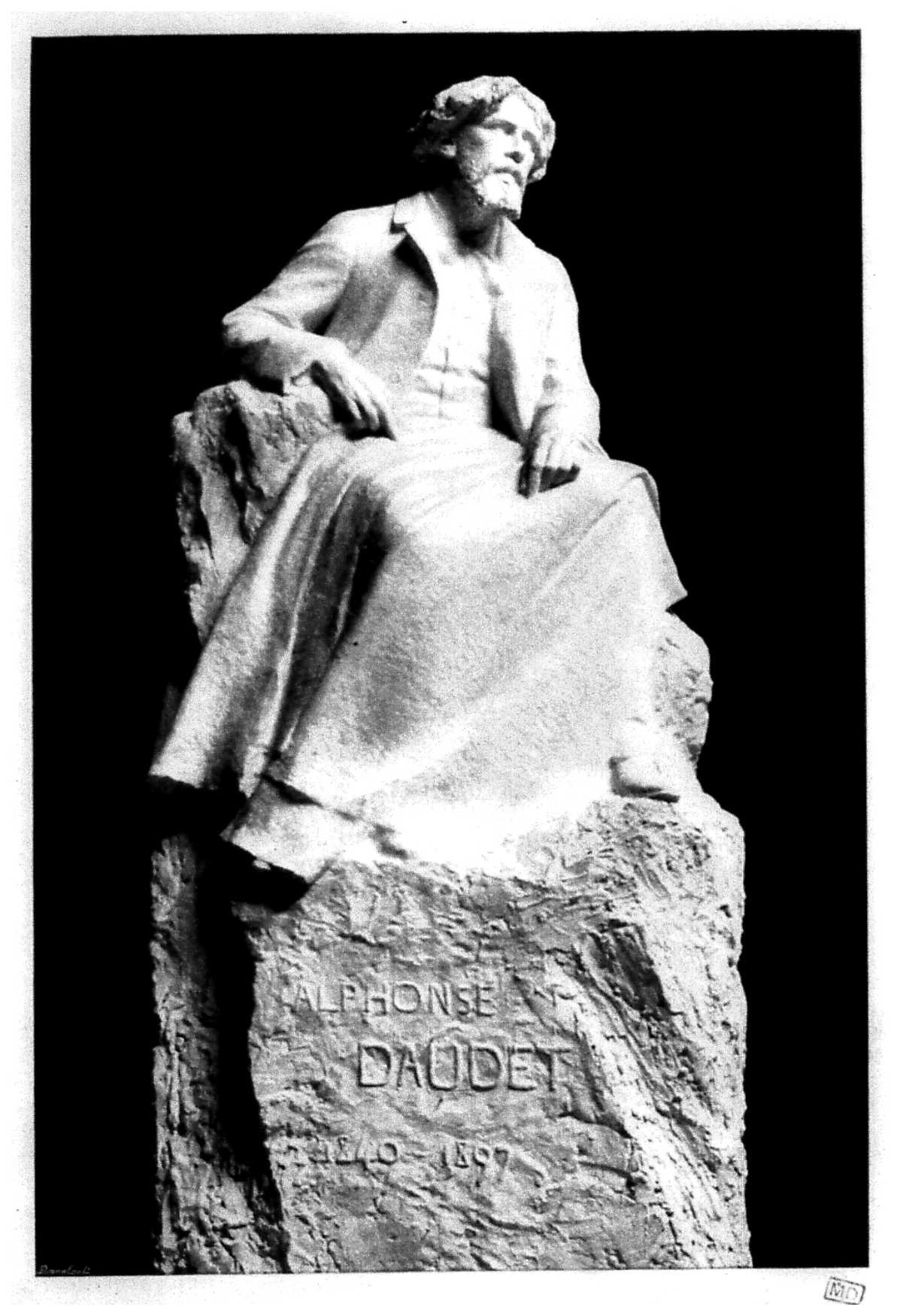
La statue d'Alphonse Daudet de René de Saint-Marceaux aux Jardins des Champs-Élysées à Paris.

### Association des amis d'Alphonse Daudet
Fondée en 1923 par Paul-Emile Cadilhac et Lucien Daudet, fils de l’écrivain, sous la présidence de Marcel Pagnol, l'Association des Amis d'Alphonse Daudet a pour but de promouvoir la vie et l'œuvre d'Alphonse Daudet.
Présidée depuis 1987 par Roger Ripoll, professeur émérite à l’Université d'Aix-Marseille et éditeur des œuvres de Daudet dans la Bibliothèque de la Pléiade, elle réunit aujourd’hui des membres venus de tous horizons, universitaires ou non, des francophiles amoureux du XIXe siècle.
Les membres de l’association ont l’habitude de se retrouver chaque année à Fontvieille au mois de mai pour continuer à faire vivre l’esprit de Daudet. Ils participent également aux fêtes organisées à Fontvieille à l’occasion du 15 août.
L’association publie un bulletin annuel, Le Petit Chose, qui présente les actes du colloque annuel de Fontvieille ainsi que des articles sur Alphonse Daudet.
Le siège de l’Association se situe à la mairie de Fontvieille. Une allée porte son nom dans la ville d'Albi dans le Tarn.

### Prix Daudet
Chaque année Radio Courtoisie remettait le Prix Daudet à la personnalité qui a, selon les auditeurs de cette radio, le mieux servi la langue française, prix décerné en l'honneur d'Alphonse Daudet et de son fils Léon. L'héritier de la famille Daudet a publiquement retiré à cette radio l'autorisation qu'il lui avait donnée de se servir de son nom ; en conséquence le prix est renommé en « Jean-Ferré ».
Plusieurs voies publiques portent le nom d'Alphonse Daudet : un boulevard (à Nîmes), des avenues (à Grasse, à Salon-de-Provence, à Lamalou-les-bains) et des rues (à Paris 14e, à Marseille, à Manosque, à Cagnes-sur-mer, à Dijon, à Nantes et à Aubervilliers).
Une école internationale française porte son nom dans la ville de Sousse, en Tunisie.

#### Monographies
- Marc Andry, Alphonse Daudet, la bohème et l’amour, Paris, Presses de la cité, 1985.
- Auriant, François Bravay, Le Nabab, Paris, Mercure de France, 1943.
- Auriant, Le Double Visage d’Alphonse Daudet, Gouy, À l’écart, 1980.
- Wanda Bannour, Alphonse Daudet, bohème et bourgeois, Paris, Perrin, 1990.
- Centre de recherches interdisciplinaires sur les textes modernes, Permanence d’Alphonse Daudet : actes du colloque des 20, 21 et 22 mars 1997, Université de Paris 10, coll. « « RITM » », 1997.
- Georges Benoit-Guyod, Alphonse Daudet, son temps, son œuvre, Paris, Tallandier, 1947.
- Jacques-Henry Bornecque, Les Années d’apprentissage d’Alphonse Daudet, Paris, Nizet, 1951.
- Jules Caillat, Le Voyage d’Alphonse Daudet en Algérie, Alger, Carbonnel, 1924.
- Ernest Daudet, Mon frère et moi, souvenirs d'enfance et de jeunesse, Paris, Plon, 1882.
- Léon Daudet, Alphonse Daudet, Paris, Eugène Fasquelle, 1898 (lire en ligne). Réimpression: Lacour-Ollé, Nîmes 2012,  (ISBN 978-2-7504-4419-8).
- Léon Daudet, Quand vivait mon père : souvenirs inédits sur Alphonse Daudet, Paris, Bernard Grasset, 1940.
- Lucien Daudet: Vie d'Alphonse Daudet. Gallimard, Paris 1941. Réimpression: Lacour-Ollé, Nîmes 2016,  (ISBN 978-2-7504-4367-2).
- Marie-Thérèse Jouveau, Alphonse Daudet, maître des tendresses, Berre L'Étang, Centre International de l'Écrit en Langue d'Oc, l996, 161 p. (lire en ligne)
- Jean Le Guennec, La grande affaire du petit Chose, Paris, L'Harmattan, 2006 (ISBN 2-296-00526-8).
- Stéphane Giocanti, C'était les Daudet, Paris, Flammarion, 2013.
- Julia et Alphonse Daudet à Draveil : Un couple d'écrivains à Champrosay, Cercle littéraire et historique de Draveil, 1997.
- Edouard Leduc, Autour d’Alphonse Daudet, Éditions Complicités, 2017.
- Monique Degrave, Sur les chemins d'Alphonse Daudet, Bezouce, Fédération Éternelle Alphonse Daudet, 2017 (ISBN 978-2-9559988-0-9).
- Christophe Donner, La France goy, Paris, Grasset, 2021  (ISBN 978-2-246-81713-0)

#### Articles
- Paul Souday, "Le théâtre d'Alphonse Daudet", La Grande Revue, Paris, 1899, 1er août
- Yves Avril, « 1972 : Centenaire de deux échecs Lise Tavernier et L’Arlésienne », Études Littéraires, vol. IV, no 3,‎ décembre 1971, p. 263-274.
- Hans Bäckvall, « Un personnage balzacien reparaissant dans un récit d’Alphonse Daudet », Studia Neophilologica, vol. 45,‎ 1973, p. 278-287.
- Lucette Besson, « Alphonse Daudet, héros balzacien », Le Courrier balzacien,‎ 4e trimestre 1990.
- Lucette Besson, « « Dans l’ombre de Balzac : Alphonse Daudet », Le Courrier balzacien, vol. II « Alphonse Daudet, romancier balzacien », no 42,‎ 1er trimestre 1991, p. 10-28.
- Thérèse Charles-Vallin, « Le Duc de Morny dans l’historiographie du Second Empire », Revue d’Histoire moderne et contemporaine,‎ janvier-mars 1974, p. 76-85.
- Bernard Urbani, "Mensonge et vérité dans La Menteuse d'Alphonse Daudet",  Le Petit Chose. Bulletin de l'association des Amis d'Alphonse Daudet, Année 2007, 96, pp. 67-86
- Bernard Urbani, "Port-Tarascon entre illusion et réalité", Le Petit Chose. Bulletin de l'association des Amis d'Alphonse Daudet'', Année 2020, 109, pp. 77-98

#### Dictionnaires
- « Daudet (Alphonse) », dans Ivan Gaussen (préf. André Chamson), Poètes et prosateurs du Gard en langue d'oc : depuis les troubadours jusqu'à nos jours, Paris, Les Belles Lettres, coll. « Amis de la langue d'oc », 1962 (BNF 33021783), p. 62.
- Bernard Bastide (dir.), Anne-Simone Dufief et al. (préf. Christian Giudicelli), Balade dans le Gard : sur les pas des écrivains, Paris, Alexandrines, coll. « Les écrivains vagabondent » (réimpr. 2014) (1re éd. 2008), 255 p. (ISBN 978-2-37089-001-6, présentation en ligne), « Je suis un bourgeois de Nîmes… » Alphonse Daudet », p. 118-125.
- Catherine Bernié-Boissard, Michel Boissard et Serge Velay, Petit dictionnaire des écrivains du Gard, Nîmes, Alcide, 2009, 255 p. (présentation en ligne), p. 79-80.
- Dictionnaire Alphonse Daudet, éd. Anne-Simone Dufief, Gabrielle Hirchwald et Roger Ripoll, Paris, Champion, 2019.

#### Colloques
- Le Théâtre d'Alphonse Daudet. Des succès oubliés, dir. Florence Bistagne, Romain Enriquez, Jean-Claude Ternaux, Bernard Urbani, Paris, Classiques Garnier, 2025

### Filmographie
- 1978 : Émile Zola ou la Conscience humaine, de Stellio Lorenzi : joué par Roland Ménard
- 2013 : Drumont, histoire d'un antisémite français, d'Emmanuel Bourdieu : joué par Thibault de Montalembert

### Iconographie
- Dornac (1858-1941), Portrait d'Alphonse Daudet (né à Nîmes le 13 mai 1840 et mort à Paris le 16 décembre 1897), écrivain et auteur dramatique français, photographie, Paris, musée Carnavalet (notice en ligne).